# Медаль Эдисона

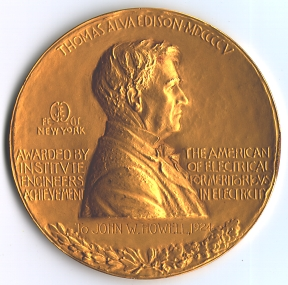
Аверс Медали Эдисона врученной Джону Хауэллу

Меда́ль Эдисо́на (англ. IEEE Edison Medal) — награда, которая вручается Институтом инженеров электротехники и электроники (IEEE) за выдающийся вклад в науку или технику в одной из областей интереса Института; старейшая и вторая по старшинству награда IEEE.
Медаль вручается ежегодно и только одному человеку. Награда учреждена 11 февраля 1904 года в честь Томасa Эдисона, изначальнo друзьями Эдисона; IEEE присоединились только в 1909 году. Изначально считалась наивысшей наградой, однако после слияния Институтa радиоинженеров с Американским институтом электротехников в 1963 году, было принято решение установить наивысшей наградой Медаль Почёта IEEE, а медаль Эдисона — второй по значимости.

## Список награждённых
| Год  | Лауреат                   | Обоснование награды |
| ---- | ------------------------- | --- |
| 1909 | Элиу Томсон               | Оригинальный текст (англ.)«For meritorious achievement in electrical science, engineering and arts as exemplified in his contributions thereto during the past thirty years.» |
| 1910 | Фрэнк Спрейг              | Оригинальный текст (англ.)«For meritorious achievement in electrical science, engineering and arts as exemplified in his contributions thereto.» |
| 1911 | Джордж Вестингауз         | «За выдающиеся достижения в связи с разработкой системы переменного тока для света и энергии».Оригинальный текст (англ.)«For meritorious achievement in connection with the development of the alternating current system for light and power.» |
| 1912 | Уильям Стенли мл.         | «За выдающиеся заслуги в изобретении и развитии систем и аппаратов переменного тока».Оригинальный текст (англ.)«For meritorious achievement in invention and development of alternating current systems and apparatus.» |
| 1913 | Чарльз Браш               | «За выдающиеся достижения в изобретении и развитии серийных систем дугового освещения».Оригинальный текст (англ.)«For meritorious achievement in the invention and development of the series arc lighting systems.» |
| 1914 | Александр Белл            | «За выдающееся достижение в изобретении телефона».Оригинальный текст (англ.)«For meritorious achievement in the invention of the telephone.» |
| 1916 | Никола Тесла              | «За выдающиеся достижения в своей ранней оригинальной работе в области многофазных и высокочастотных электрических токов».Оригинальный текст (англ.)«For meritorious achievement in his early original work in polyphase and high-frequency electrical currents.» |
| 1917 | Джон Карти                | Оригинальный текст (англ.)«For his work in the science and art of telephone engineering.» |
| 1918 | Бенджамин Ламме           | «За изобретение и разработку электрических машин».Оригинальный текст (англ.)«For invention and development of electrical machinery.» |
| 1919 | Уильям Ле Рой Эммет       | Оригинальный текст (англ.)«For inventions and developments of electrical apparatus and primo movers.» |
| 1920 | Михаил Пупин              | Оригинальный текст (англ.)«For his work in mathematical physics and its application to the electric transmission of intelligence.» |
| 1921 | Каммингс Чесни            | «За ранние разработки в области передачи переменного тока».Оригинальный текст (англ.)«For early developments in alternating current transmission.» |
| 1922 | Роберт Милликен           | «За экспериментальную работу в области электротехники».Оригинальный текст (англ.)«For his experimental work in electrical science.» |
| 1923 | Джон Либ                  | Оригинальный текст (англ.)«For the development and operation of electric central stations for illumination and power.» |
| 1924 | Джон Хауэлл               | «За вклад в разработку лампы накаливания».Оригинальный текст (англ.)«For his contributions toward the development of the incandescent lamp.» |
| 1925 | Харрис Райан              | Оригинальный текст (англ.)«For his contributions to the science and the art of high-tension transmission of power.» |
| 1927 | Уильям Дэвид Кулидж       | Оригинальный текст (англ.)«For his contributions to the incandescent electric lighting and the X-ray arts.» |
| 1928 | Фрэнк Джьюетт             | Оригинальный текст (англ.)«For his contributions to the art of electric communication.» |
| 1929 | Чарльз Скотт              | Оригинальный текст (англ.)«For his contributions to the science and art of polyphase transmission of electrical energy.» |
| 1930 | Фрэнк Конрад              | «За вклад в радиовещание и коротковолновую радиопередачу».Оригинальный текст (англ.)«For his contributions to radio broadcasting and short wave radio transmission.» |
| 1931 | Эдвин Райс                | "За его вклад в развитие электрических систем и аппаратов, а также за поддержку научных исследований в промышленности.Оригинальный текст (англ.)«For his contributions to the development of electrical systems and apparatus and his encouragement of scientific research in industry.» |
| 1932 | Бэнкрофт Жерарди          | Оригинальный текст (англ.)«For his contributions to the art of telephone engineering and the development of electrical communication.» |
| 1933 | Артур Кеннелли            | Оригинальный текст (англ.)«For meritorious achievements in electrical science, electrical engineering and the electrical arts as exemplified by his contributions to the theory of electrical transmission and to the development of international electrical standards.» |
| 1934 | Уиллис Уитни              | «За его вклад в электротехнику, новаторские изобретения и вдохновляющее лидерство в исследованиях».Оригинальный текст (англ.)«For his contributions to electrical science, his pioneer inventions and his inspiring leadership in research.» |
| 1935 | Льюис Стиллвелл           | «За выдающиеся инженерные достижения и новаторскую работу в области производства, распределения и использования электроэнергии».Оригинальный текст (англ.)«For his distinguished engineering achievements and his pioneer work in the generation, distribution, and utilization of electric energy.» |
| 1936 | Алекс Доу                 | Оригинальный текст (англ.)«For outstanding leadership in the development of the central station industry and its service to the public.» |
| 1937 | Гано Данн                 | Оригинальный текст (англ.)«For distinguished contributions in extending the science and art of electrical engineering, in the administration of great engineering works, and for inspiring leadership in the profession.» |
| 1938 | Дугалд Джексон            | Оригинальный текст (англ.)«For outstanding and inspiring leadership in engineering education and in the field of generation and distribution of electric power.» |
| 1939 | Филипп Торчио             | Оригинальный текст (англ.)«For distinguished contributions to the art of central station engineering and for achievement in the production distribution, and utilization of electrical energy.» |
| 1940 | Джордж Кэмпбелл           | Оригинальный текст (англ.)«In recognition of his distinction as scientist and inventor and for his outstanding original contributions to the theory and application of electric circuits and apparatus.» |
| 1941 | Джон Уайтхед              | Оригинальный текст (англ.)«For his contributions to the field of electrical engineering, his pioneering and development in the field of dielectric research, and his achievements in the advancement of engineering education.» |
| 1942 | Эдвин Армстронг           | Оригинальный текст (англ.)«For distinguished contributions to the art of electric communication, notably the regenerative circuit, the superheterodyne, and frequency modulation.» |
| 1943 | Вэнивар Буш               | «За его вклад в развитие электротехники, в частности, за счет разработки новых приложений математики к инженерным проблемам, а также за выдающуюся службу нации в руководстве программой военных исследований».Оригинальный текст (англ.)«For his contribution to the advancement of electrical engineering, particularly through the development of new applications of mathematics to engineering problems, and for his eminent service to the nation in guiding the war research program.» |
| 1944 | Эрнест Александерсон      | Оригинальный текст (англ.)«For his outstanding inventions and developments in the radio, transportation, marine and power fields.» |
| 1945 | Филипп Спорн              | «За его вклад в искусство экономичного и надежного производства и передачи электроэнергии ".Оригинальный текст (англ.)«For his contributions to the art of economical and dependable power generation and transmission.» |
| 1946 | Ли де Форест              | Оригинальный текст (англ.)«For pioneering achievements in radio and for the invention of the grid-controlled vacuum tube with its profound technical and social consequences.» |
| 1947 | Джозеф Слепян             | Оригинальный текст (англ.)«For his theoretical and practical contributions to power systems through circuit analysis, arc control, and current interruption.» |
| 1948 | Моррис Лидс               | «За его вклад в промышленность посредством разработки и производства точных электрических измерительных приборов и средств управления».Оригинальный текст (англ.)«For his contributions to industry through development and production of electrical precision measuring devices and controls.» |
| 1949 | Карл Макикрон             | «За его вклад в развитие электротехники в области молний и других высоковольтных явлений, а также за применение этих знаний при проектировании и защите электрических систем». Оригинальный текст (англ.)«For his contributions to the advancement of electrical science in the field of lightning and other high voltage phenomena and for the application of this knowledge to the design and protection of electric apparatus systems.»                                                    |
| 1950 | Отто Блэквелл             | Оригинальный текст (англ.)«For his pioneer contributions to the art of telephone transmission.» |
| 1951 | Чарльз Вагнер             | «За выдающийся вклад в разработку энергосистем». Оригинальный текст (англ.)«For his distinguished contributions in the field of power system engineering.» |
| 1952 | Владимир Козьмич Зворыкин | Оригинальный текст (англ.)«For outstanding contributions to concept and design of electronic components and systems.» |
| 1953 | Джон Петерс               | «За его вклад в основы конструкции трансформаторов, изобретение клидонографа, вклад в военные компьютеры и за его отзывчивость при обучении молодых инженеров».Оригинальный текст (англ.)«For his contributions to the fundamentals of transformer design, his invention of the Klydonograph, his contributions to Military Computers and for his sympathetic understanding in the training of young engineers.»                                                                              |
| 1954 | Оливер Бакли              | «За личный вклад в науку и искусство, сделавший возможным создание трансатлантического телефонного кабеля; за мудрое руководство большой промышленной лабораторией; за выдающиеся заслуги перед правительством своей страны ». Оригинальный текст (англ.)«For his personal contributions to the science and art which have made possible a transatlantic telephone cable; for wise leadership of a great industrial laboratory; for outstanding services to the government of his country.»   |
| 1955 | Леонид Уманский           | Оригинальный текст (англ.)«For his outstanding contribution to the electrification of industry through the application of electrical machines, devices and systems to automatic process machinery; and for his inspiration, leadership, and teaching of men in this work.» |
| 1956 | Комфорт Адамс             | Оригинальный текст (англ.)«For pioneering achievements in the development of alternating current electric machinery and in electric welding; for vision and initiative in the formation of an engineering standards organization and for eminence as an educator and consulting engineer.» |
| 1957 | Джон Ходнетт              | Оригинальный текст (англ.)«For his significant contributions to the electrical industry through creative design and development of transformer apparatus which marked new advances in protection, performance and service. For his vision, judgment and management skill which fostered and achieved the practical application of his ideas with resulting advancements in the electrical industry.»                                                                                          |
| 1958 | Чарльз Кеттеринг          | Оригинальный текст (англ.)«For invention, research and development in the broad fields of industry, engineering, transportation, medicine, education, energy and power resulting in service to all mankind.» |
| 1959 | Джеймс Фермэн             | Оригинальный текст (англ.)«For outstanding performance in improving the design of large electric power systems; for far-sighted leadership in atomic power development; and for unremitting efforts to improve the engineering profession.» |
| 1960 | Харольд Осборн            | Оригинальный текст (англ.)«For his contributions to the art of telecommunication and his leadership and vision in extending its application; for his achievements in the coordination of international communication and in national and international standardization; and for his advancement of the engineering profession.» |
| 1961 | Уильям Кувенховен         | Оригинальный текст (англ.)«For his inspiring leadership in education, for his contributions in the fields of electrical insulation, electrical measurements, and electrical science applied to medicine, and especially for his investigations of the effects of electricity on the human body with the successful development of countershock for the cure of fibrillation of the heart.» |
| 1962 | Александр Монтейт         | «За высокие достижения в области инженерии, образования, управления и развития молодых инженеров».Оригинальный текст (англ.)«For meritorious achievement in engineering, education, management, and development of young engineers.» |
| 1963 | Джон Робинсон Пирс        | Оригинальный текст (англ.)«For his pioneer work and leadership in satellite communications and for his stimulus and contributions to electron optics, travelling wave tube theory and the control of noise in electron streams.» |
| 1965 | Уокер Цислер              | Оригинальный текст (англ.)«For his achievements in the power industry, including the development of nuclear power; for his services to his country and to international understanding, including the application of electric power to economic growth among all nations; and for his broad contributions to the profession of engineering.» |
| 1966 | Уилмер Бэрроу             | Оригинальный текст (англ.)«For a career of meritorious achievement innovating, teaching and developing means for transmission of electromagnetic energy at microwave frequencies.» |
| 1967 | Джордж Браун              | Оригинальный текст (англ.)«For a meritorious career distinguished by significant engineering contributions to antenna development, electromagnetic propagation, the broadcast industry, the art of radio frequency heating, and color television.» |
| 1968 | Чарльз Авила              | Оригинальный текст (англ.)«For his early contribution to underground transmission, for his continuing guidance in the field of electrical research and for his positive leadership in the development of the electrical utility industry.» |
| 1969 | Хендрик Боде              | Оригинальный текст (англ.)«For fundamental contributions to the arts of communication, computation, and control; for leadership in bringing mathematical science to bear on engineering problems; and for guidance and creative counsel in systems engineering.» |
| 1970 | Говард Эйкен              | Оригинальный текст (англ.)«For a meritorious career of pioneering contributions to the development and application of large-scale digital computers and important contributions to education in the digital computer field.» |
| 1971 | Джон Симпсон              | Оригинальный текст (англ.)«For sustained contributions to society through the development and engineering design of nuclear power systems.» |
| 1972 | Уильям Пикеринг           | Оригинальный текст (англ.)«For contributions to telecommunications, rocket guidance and spacecraft control, and for inspiring leadership in unmanned exploration of the solar system.» |
| 1973 | Бернард Теллеген          | Оригинальный текст (англ.)«For a creative career of significant achievement in electrical circuit theory, including the gyrator.» |
| 1974 | Ян Райхман                | Оригинальный текст (англ.)«For a creative career in the development of electronic devices and for pioneering work in computer memory systems.» |
| 1975 | Сидней Дарлингтон         | Оригинальный текст (англ.)«For basic contributions to network theory and for important inventions in radar systems and electronic circuits.» |
| 1976 | Мюррей Джослин            | Оригинальный текст (англ.)«For his leadership in overcoming technical and financial obstacles to nuclear power generation and for managerial guidance and foresight in the planning, building and operating the early Dresden Nuclear Power Station.» |
| 1977 | Генри Бюзини              | Оригинальный текст (англ.)«For technical contributions and leadership in the field of radar, radio communication and radio navigation.» |
| 1978 | Дэниел Нобл               | Оригинальный текст (англ.)«For leadership and innovation in meeting important public needs, especially in developing mobile communications and solid state electronics.» |
| 1979 | Аольберт Роуз             | Оригинальный текст (англ.)«For basic inventions in television camera tubes and fundamental contributions to the understanding of photoconductivity, insulators, and human and electronic vision.» |
| 1980 | Роберт Адлер              | Оригинальный текст (англ.)«For many inventions in the fields of electronic beam tubes and ultrasonic devices, and for leadership in innovative research and development.» |
| 1981 | Чэпин Катлер              | Оригинальный текст (англ.)«For his creative contributions to microwave electronics, space communications, and technology of communication systems.» |
| 1982 | Натан Кон                 | Оригинальный текст (англ.)«For a career of creative contributions and leadership in the instrument, control and process computer industry, in the control and economic dispatch of power in large interconnected electrical systems.» |
| 1983 | Герман Шван               | Оригинальный текст (англ.)«For a career of creative endeavor by which engineering, physics, biology, and medicine have been amalgamated into a coherent field of electromagnetic bioengineering.» |
| 1984 | Юджин Гордон              | Оригинальный текст (англ.)«For a singular career of invention, development, and leadership in electron devices.» |
| 1985 | Джон Краус                | Оригинальный текст (англ.)«For a sustained career as an innovator, discoverer, and educator in the fields of antennas and radio astronomy.» |
| 1986 | Джеймс Флэнаган           | Оригинальный текст (англ.)«For a career of innovation and leadership in speech communication science and technology.» |
| 1987 | Роберт Генле              | Оригинальный текст (англ.)«For sustained leadership in, and individual contributions to, the science and technology of semiconductor circuits for computing systems.» |
| 1988 | Джеймс Макдоннальд        | Оригинальный текст (англ.)«For seminal contributions to solid state science and technology, and outstanding leadership as a research director.» |
| 1989 | Ник Холоньяк              | Оригинальный текст (англ.)«For an outstanding career in the field of electrical engineering with contributions to major advances in the field of semiconductor materials and devices.» |
| 1990 | Арчи Стрэйтон             | Оригинальный текст (англ.)«For an outstanding career in electrical engineering with significant contributions in the fields of radio propagation and astronomy, and in engineering education.» |
| 1991 | Джон Молл                 | Оригинальный текст (англ.)«For pioneering contributions to diffused and oxide-masked silicon devices, transistor analysis, the p-n-p-n switch, and optoelectronics.» |
| 1992 | Дэйв Форни                | Оригинальный текст (англ.)«For original contributions to coding, modulation, data communication modems, and for industrial and research leadership in communications technology.» |
| 1993 | Джеймс Померен            | Оригинальный текст (англ.)«For outstanding contributions to the development of computer architecture, including pipelining, reliable main memory and memory hierarchies.» |
| 1994 | Лесли Геддес              | Оригинальный текст (англ.)«For fundamental contributions to applied biomedical instrumentation and the understanding of the electrical properties of the cardiovascular system.» |
| 1995 | Роберт Лакки              | Оригинальный текст (англ.)«For an extraordinary career in telecommunications providing visionary technical leadership, support of his profession, and compelling public advocacy of technology.» |
| 1996 | Флойд Данн                | Оригинальный текст (англ.)«For creative contributions to the fundamental knowledge of ultrasonic propagation in and interactions with biological media.» |
| 1997 | Эстер Конвелл             | Оригинальный текст (англ.)«For fundamental contributions to transport theory in semiconductor and organic conductors, and their application to the semiconductor, electronic copying and printing industries.» |
| 1998 | Рольф Ландауэр            | Оригинальный текст (англ.)«For pioneering contributions to the physics of computing and conduction» |
| 1999 | Кеес Схаухамер Имминк     | Оригинальный текст (англ.)«For a career of creative contributions to the technologies of digital video, audio, and data recording.» |
| 2000 | Джун-Ичи Нисидзава        | Оригинальный текст (англ.)«For contributions to materials science and technology, and the invention of the static induction transistor.» |
| 2001 | Робер Деннард             | Оригинальный текст (англ.)«For the invention of the 1-transistor DRAM cell, and contributions to the development of MOSFET device scaling principles.» |
| 2002 | Эдвард Хаммер             | Оригинальный текст (англ.)«For contributions to design methods for energy efficient fluorescent lighting systems and development of lighting products.» |
| 2004 | Федерико Капассо          | Оригинальный текст (англ.)«For a career of highly creative and influential contributions to heterostructure devices and materials.» |
| 2005 | Питер Лоренсон            | Оригинальный текст (англ.)«For outstanding contributions to the field of electrical machines, most notably the development and commercialization of switched reluctance drives.» |
| 2006 | Фоваз Улаби               | Оригинальный текст (англ.)«For pioneering research in microwave and radar remote sensing technology and their environmental and industrial applications.» |
| 2007 | Рассел Дюпюи              | Оригинальный текст (англ.)«For pioneering contributions to metalorganic chemical vapor deposition technology and continuous-wave room-temperature quantumwell lasers.» |
| 2008 | Дов Фроман                | Оригинальный текст (англ.)«For pioneering the development of the MOS Erasable, Programmable Read Only Memory (EPROM), a key enabler of the information age revolution.» |
| 2009 | Тинги Ли                  | Оригинальный текст (англ.)«For leadership, vision, and pioneering contributions in the field of broadband optical fiber communications.» |
| 2010 | Рей Долби                 | Оригинальный текст (англ.)«For leadership and pioneering applications in audio recording and playback equipment for both professional and consumer electronics.» |
| 2011 | Исаму Акасаки             | Оригинальный текст (англ.)«For seminal and pioneering contributions to the development of nitride-based semiconductor materials and optoelectronic devices, including visible wave length LEDs and lasers.» |
| 2012 | Майкл Томплет             | Оригинальный текст (англ.)«For pioneering contributions to imaging devices, including CCD imagers, cameras, and thermal imagers.» |
| 2013 | Иван Пауль Каминов        | Оригинальный текст (англ.)«For pioneering, life-long contributions to and leadership in photonic devices and networks instrumental to global high-capacity optical networks.» |
| 2014 | Ральф Бер                 | Оригинальный текст (англ.)«For pioneering and fundamental contributions to the video-game and interactive multimedia-content industries.» |
| 2015 | James Julius Spilker, Jr. | Оригинальный текст (англ.)«For contributions to the technology and implementation of civilian GPS navigation systems.» |
| 2016 | Robert W. Brodersen       | Оригинальный текст (англ.)«For contributions to integrated systems for wired and wireless communications, including wireless connectivity of personal devices.» |
| 2017 | M. George Craford         | Оригинальный текст (англ.)«For a lifetime of pioneering contributions to the development and commercialization of visible LED materials and devices.» |
| 2018 | Эли Яблонович             | Оригинальный текст (англ.)«For leadership, innovations, and entrepreneurial achievements in photonics, semi-conductor lasers, antennas, and solarcells.» |
| 2019 | Урсула Келлер             | Оригинальный текст (англ.)«For pioneering and fundamental contributions to and leadership in useable, compact ultrafast laser technology, enabling applications in metrology, sensing, and biophotonics.» |
| 2020 | Фреде Блобьерг            | Оригинальный текст (англ.)«For contributions to and leadership in power electronics, developing a sustainable society.» |
| 2021 | Kenichi Iga               | Оригинальный текст (англ.)«For pioneering contributions to the concept, physics, and development of the vertical-cavity surface-emitting laser.» |